# Colonia Roma
La colonia Roma es una colonia de la Ciudad de México construida a partir de principios del siglo XX en una zona ubicada cerca del centro de la ciudad. La denominación colonia Roma se usa para designar lo que en realidad comprende dos grandes colonias: la Roma Norte, que abarca el trazo del fraccionamiento inicial, y la Roma Sur, creada posteriormente.
Los límites de esta colonia son: al norte, la avenida Chapultepec y la colonia Juárez; al oriente, la avenida Cuauhtémoc y la colonia Doctores; al sur, el Viaducto Miguel Alemán, que colinda con las colonias Narvarte y Del Valle; al poniente, la avenida Insurgentes Sur y las avenidas Yucatán, Álvaro Obregón, Oaxaca y Veracruz, que sirven de límite con las colonias Escandón, Hipódromo y Condesa; con esta última comparte características y semejanzas, y ambas forman el corredor cultural denominado Roma-Condesa.
La colonia Roma fue, durante la primera década del siglo XX, en los años finales del porfiriato, un asentamiento de la clase alta de la ciudad, en el que se edificaron suntuosas mansiones y palacetes, parte de los cuales se demolieron cuando la colonia perdió importancia y cedió su lugar a otros fraccionamientos que en su momento (como originalmente lo hizo la propia colonia) cumplían con las demandas de modernidad que exigían sus nuevos moradores. Desde los inicios del siglo XXI vive un proceso que es calificado por algunas posturas como de crecimiento y renacimiento ante la construcción de nuevos desarrollos inmobiliarios, sitios de entretenimiento, alimentación y cultura; y, en contraria perspectiva, como de gentrificación y de desplazamiento de sus ocupantes originales.

## Historia

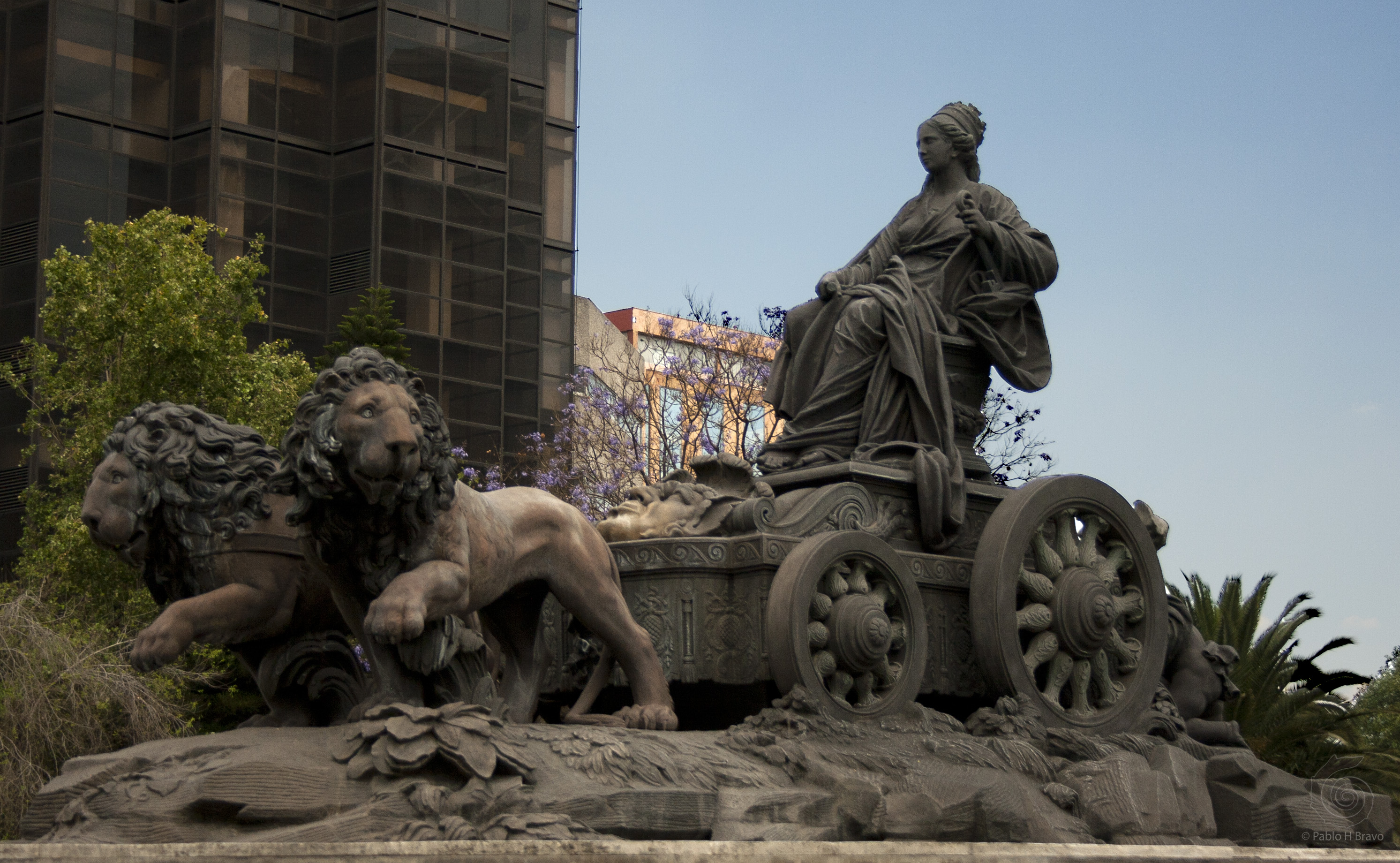
Fuente de Cibeles, réplica exacta de la escultura española.

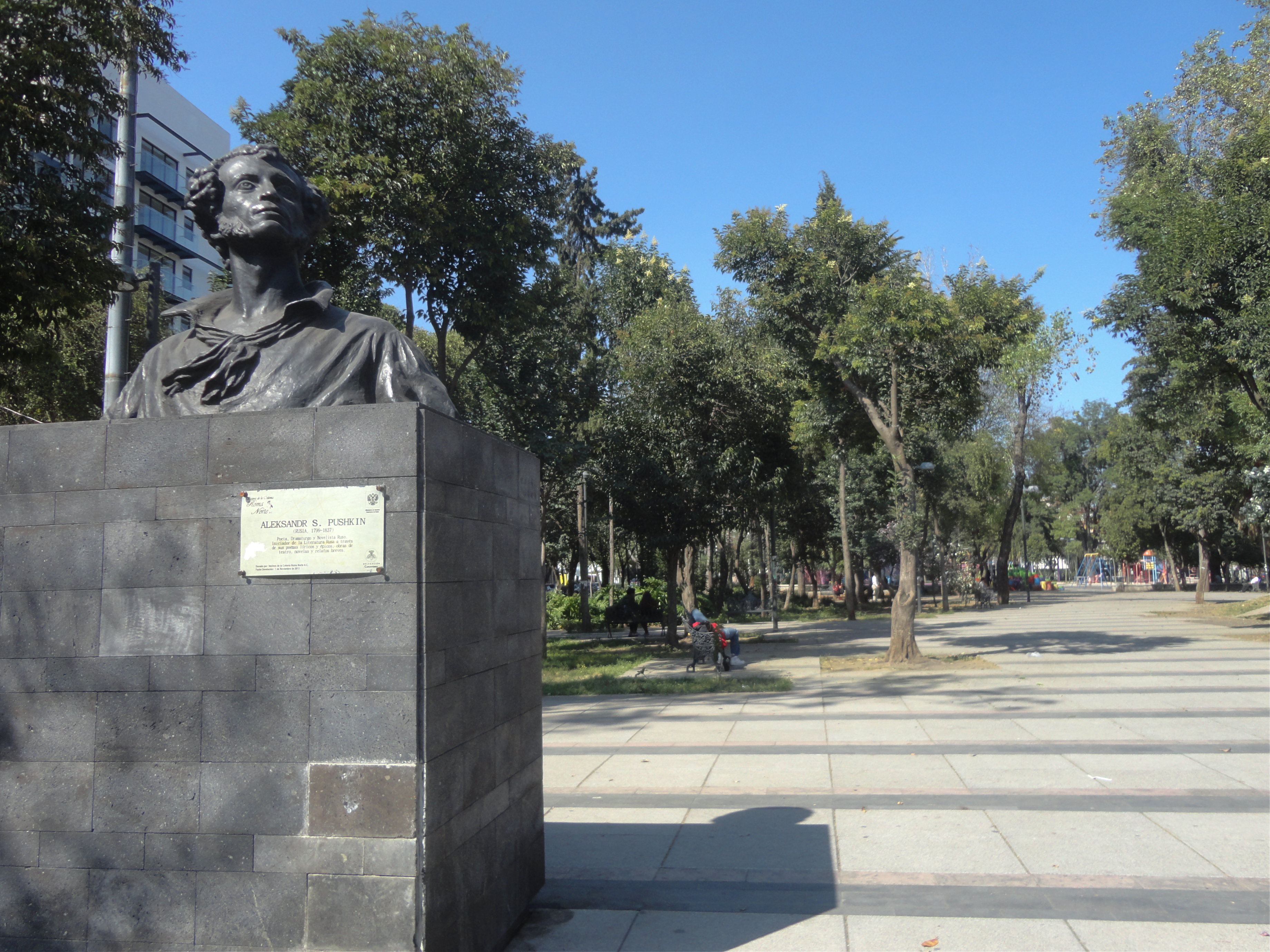
Jardín Pushkin.

El área que actualmente ocupa fue lo que se conoció hasta fines del siglo XIX como los Potreros de la Romita, ubicados al poniente de lo que era el pueblo de La Romita —localizado en aquel entonces a orillas de la Ciudad de México, y originado en un pueblo prehispánico llamado Aztacalco—. Aquellos potreros los fraccionó la Compañía de Terrenos de la Calzada de Chapultepec, S.A., cuyo accionista principal era Walter Orrin, quien, además de ser conocido por sus ideas para mejorar y renovar la Ciudad de México, era dueño de un circo famoso en el país por esos años, en el cual actuaba el célebre payaso inglés Richard Bell, que pertenecía al prestigioso Jockey Club de México y que formaba parte de lo más destacado en la alta sociedad porfiriana. Desde aquel entonces y hasta ahora, los nombres que llevan las calles de la colonia son los de las ciudades mexicanas que el Circo Orrín visitó durante sus recorridos por el interior del país, decidiendo nombrar las calles con los nombres de los lugares en donde más aplausos recibió.
Pensada para convertirse en el barrio de la clase alta, la colonia Roma fue diseñada con bulevares y amplios camellones (la avenida Álvaro Obregón es un ejemplo de un bulevar al estilo de los de París: grandes camellones con doble hilera de árboles y anchas avenidas), esquinas a 45 grados por las cuales pasaban los carruajes (que ya empezaban a caer en desuso) y terrenos amplios, que permitieron trasplantar la idea anglosajona del chalet con mansardas, lucarnas y chimenea rodeado del jardín, a la inversa del modelo de construcción tradicional español.
En 1927 se inauguraron y entraron en funcionamiento dos rutas de la línea de tranvías de la Ciudad de México llamadas “Roma-Piedad” y “Correo-Roma”, una de las cuales atravesaba la avenida Jalisco (luego llamada avenida Álvaro Obregón). También existió una ruta de camiones llamada “Roma-Mérida”.
La línea de autobuses "Hipódromo-Rastro" entraba a la colonia por la calle de Orizaba, llegaba a la Plaza Río de Janeiro, Chopos, Cedros, Pinos, Narajos, Nogales, San Rafael honraba con la inmortalidad de sus calles a los románticos y a los positivistas, doblaba a la izquierda por Durango y salía de la colonia atravesando la avenida Cuauhtémoc.[cita requerida]
A inicios el siglo XX, el empresario Edward Walter Orrin, propietario del Circo Orrin, decide cerrar el circo para dedicarse a los bienes raíces y funda, asociación con Pedro Lascuráin y Cassius Lamm la colonia Roma, nombrada en honor al famoso circo romano.
Esta situación originó que las calles de las nuevas colonias llevaran nombres muy peculiares, como los describe irónicamente el cronista de la ciudad Salvador Novo.

## Delimitación Territorial
La Colonia Roma se encuentra dividida en dos secciones, Norte y Sur que en conjunto tienen las siguientes delimitaciones:
| Límite   | Vialidad                                              | Colindancia                               |
| -------- | ----------------------------------------------------- | ----------------------------------------- |
| Norte    | - Av. Chaputepec                                      | - Colonia Juárez                          |
| Oriente  | - Eje 1 Poniente                                      | - Colonia Doctores - Colonia Buenos Aires |
| Sur      | - Viaducto Miguel Alemán Valdés                       | - Colonia Del Valle - Colonia Narvarte    |
| Poniente | - Av. Insurgentes - Av. Álvaro Obregón - Av. Veracruz | - Colonia Condesa                         |

### Nomenclatura de Calles
La nomenclatura de las calles de la colonia Roma corresponde a los estados visitados por el Circo Orrin, para hacer honor y conmemorar todos aquellos lugares a los que el circo llegó durante sus giras por la República. Además, la nomenclatura nominal de las calles de la Colonia Roma fue una característica singular de su tiempo. 
El 30 de mayo de 1905, Víctor M. Garcés (en representación de la Colonia Condesa, S.A.) y Edward Walter Orrin (por la Compañía Terrenos de la Calzada de Chapultepec, S.A.) solicitaron al ayuntamiento el estudio y resolución de un proyecto común para dar nombre a las calles y avenidas de sus respectivas colonias. Dichas calles llevarían los nombres de estados y territorios de la República Mexicana, ya que para entonces la nomenclatura numérica, puesta en boga desde 1887, había demostrado ser confusa y no satisfacer las necesidades públicas. Además, provocaba el olvido de los nombres usados durante siglos, por lo cual, el ayuntamiento dictaminó en 1904 que el único sistema conveniente para nombrar las calles de esta ciudad era el nominal, es decir, utilizando nombres propios, de poblaciones, acontecimientos y personajes notables.

## Transporte público

### Actualidad
La colonia Roma, por estar ubicada en una zona céntrica y estar delimitada por las avenidas más importantes de la ciudad, cuenta con estaciones y paradas de bastantes tipos de transporte público.

#### Metro
Las líneas 1, 3 y 9 del Metro rodean a la Colonia Roma al norte, oriente y sur respectivamente. Las siguientes estaciones de Metro dan servicio a la Colonia Roma:
- Línea 1: Cuauhtémoc, Insurgentes, Sevilla, Chapultepec y Juanacatlán.
- Línea 3: Hospital General y Centro Médico.

- Línea 9: Centro Médico y Chilpancingo.

#### Metrobús
Las líneas 1 y 3 del Metrobús delimitan al poniente y oriente la Colonia Roma respectivamente. Las siguientes estaciones de Metrobús dan servicio a la colonia roma:
- Línea 1: Nuevo León, Chilpancingo, Campeche, Sonora, Álvaro Obregón, Durango e Insurgentes.
- Línea 3: Cuauhtémoc, Jardín Pushkin, Dr. Márquez, Hospital General y Centro Médico.

#### Trolebús
La línea 2 del Trolebús atraviesa la Colonia Roma de oriente a poniente a través de los ejes 2 Sur y 2-A Sur.

## El terremoto de 1985

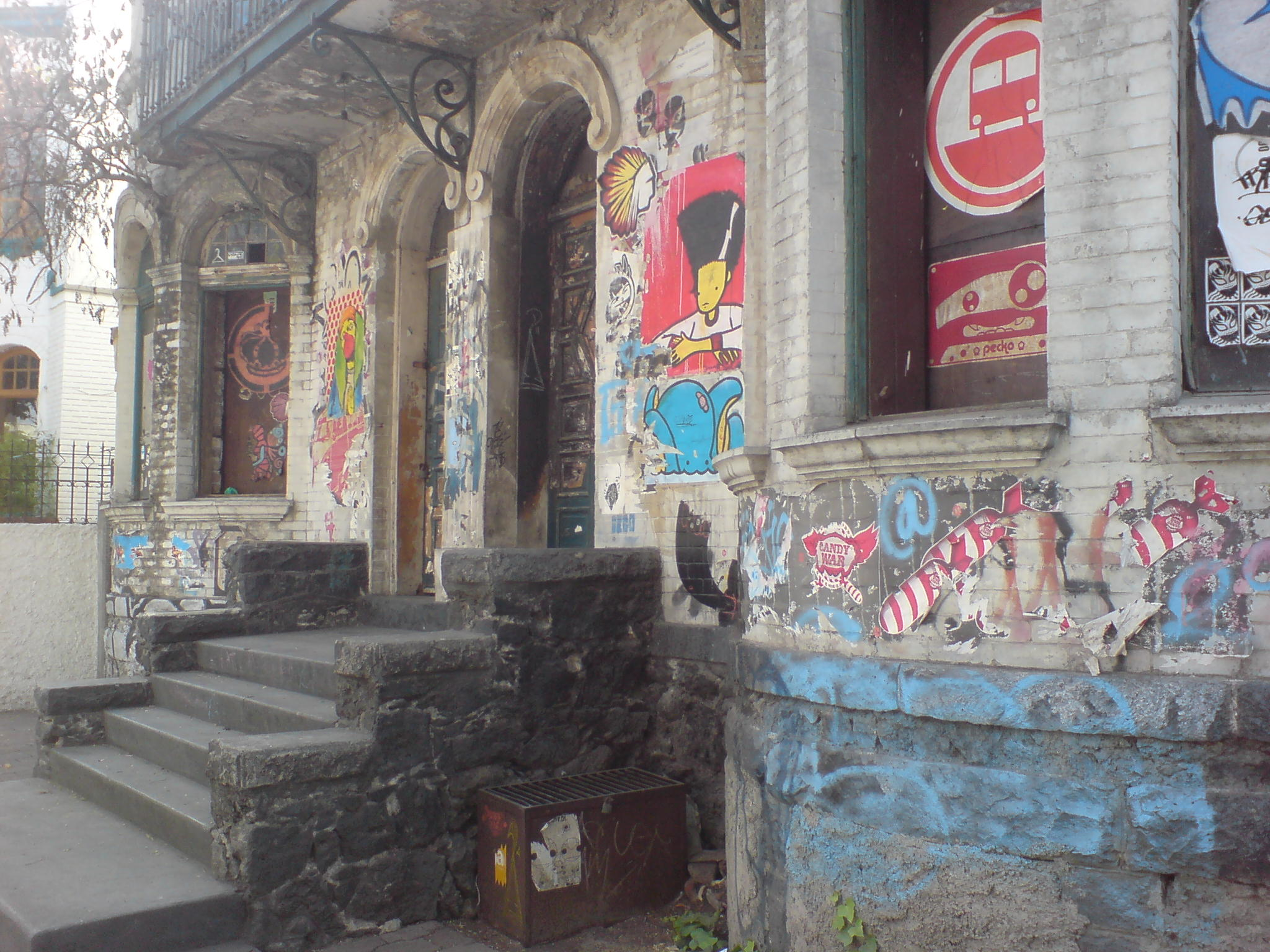
Casa abandonada, después del terremoto de 1985.

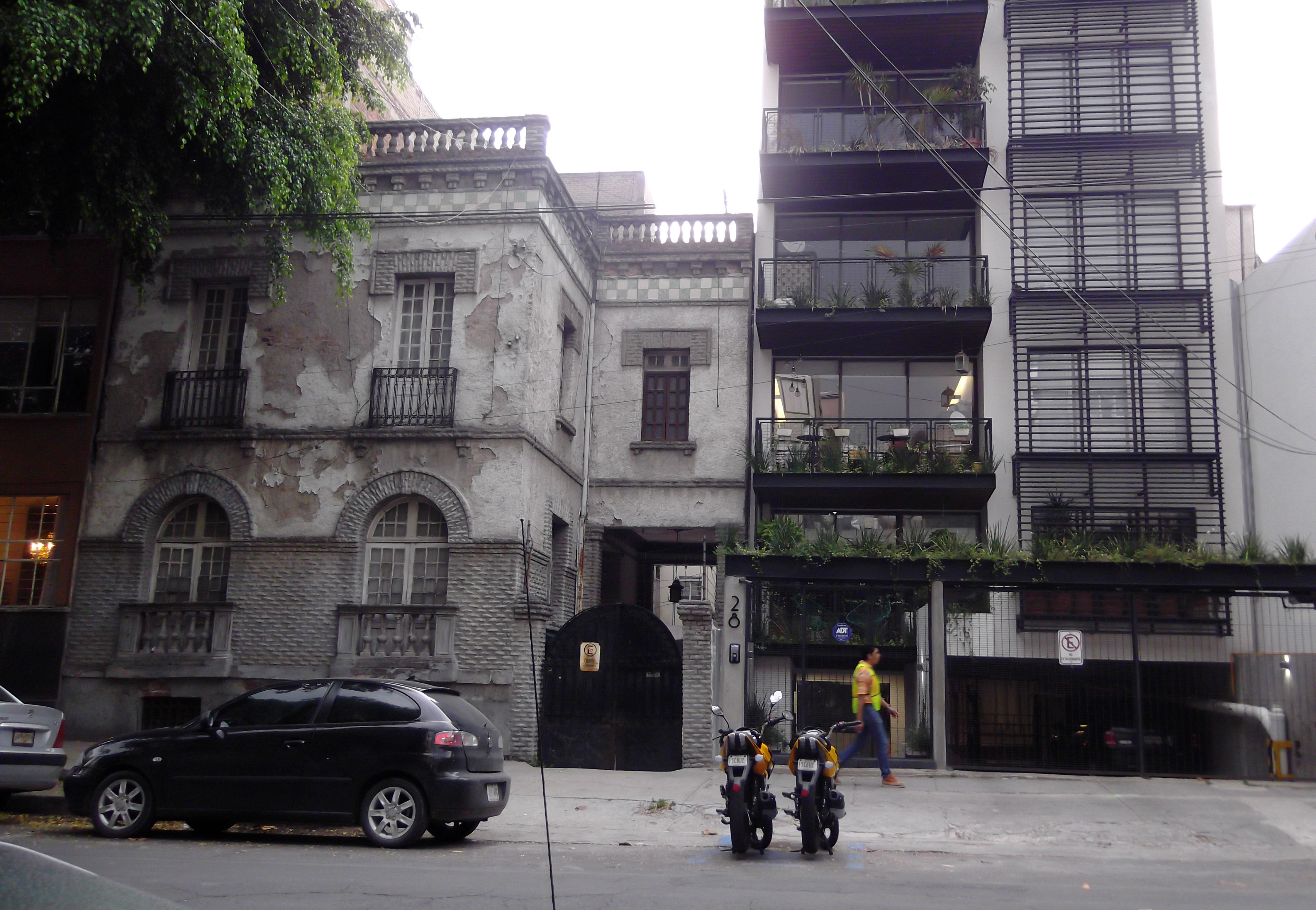
La gentrificación y repoblamiento de la colonia Roma y otras cercanas es visible desde inicios del.

La colonia Roma, al igual que la Doctores, la Álamos, la Narvarte, el Centro Histórico, la colonia Juárez y Tlatelolco, fue una de las más afectadas durante el terremoto de 1985. Se estima que se derrumbaron más de 258 inmuebles, y que 181 sufrieron daños en la delegación Cuauhtémoc. Muchas de las antiguas casas del porfiriato se derrumbaron por completo o se dañaron bastante. Las calles de San Luis Potosí, Tonalá (un edificio de ocho pisos quedó completamente destruido, al igual que un edificio de departamentos de los Multifamiliares Juárez, y las calles Tehuantepec, Álvaro Obregón y Colima fueron las que más daños sufrieron, aunque en realidad, no existía una manzana que no tuviera algún edificio o casa derrumbada.[cita requerida]
Dentro de la colonia tuvo origen una organización civil llamada la UVyD19 (Unión de Vecinos y Damnificados del 19 de Septiembre), que junto con otras organizaciones civiles luchó y exigió al gobierno, entre otras cosas, la expropiación de edificios y casas dañadas, el apoyo económico y de vivienda a las personas damnificadas y la reconstrucción de la colonia. A la fecha del presente artículo, todavía se pueden encontrar terrenos con escombros, banquetas rotas e inmuebles dañados y, por lo tanto, semiabandonados.[cita requerida]
El Edificio Balmori, el Pasaje comercial El Parián, los edificios de departamentos de Guanajuato y Mérida (famosos por ser unos de los pocos inmuebles de la colonia que son estilo art nouveau) y muchas casas con valor histórico y arquitectónico quedaron tan dañados que fueron desocupados por sus habitantes originales y ocupados por damnificados o abandonados por completo. Así también, se provocó un despoblamiento de la zona y, en consecuencia, su deterioro.
A la fecha de este artículo, los nuevos edificios se han diseñado para resistir fuertes movimientos telúricos según las normas para la construcción,  por lo que se ha revalorado la colonia y su arquitectura vive un proceso de repoblamiento y de actividad tanto cultural como comercial, que la hacen uno de los lugares preferidos por los habitantes de la Ciudad de México.[cita requerida]
Muchos años y un terremoto después, la Roma se erige como una colonia moderna y a la moda que aún conserva toda esa tradición plasmada en sus esplendorosos edificios (muchos de ellos considerados patrimonio de la Nación), amplios jardines y muy concurridos espacios culturales. Dada su colindancia con las colonias Condesa e Hipódromo y la similitud que ambas zonas comparte entre sí, la consolidación del corredor Roma-Condesa fue inminente.[cita requerida]

## Arquitectura

Parroquia de la Sagrada Familia.

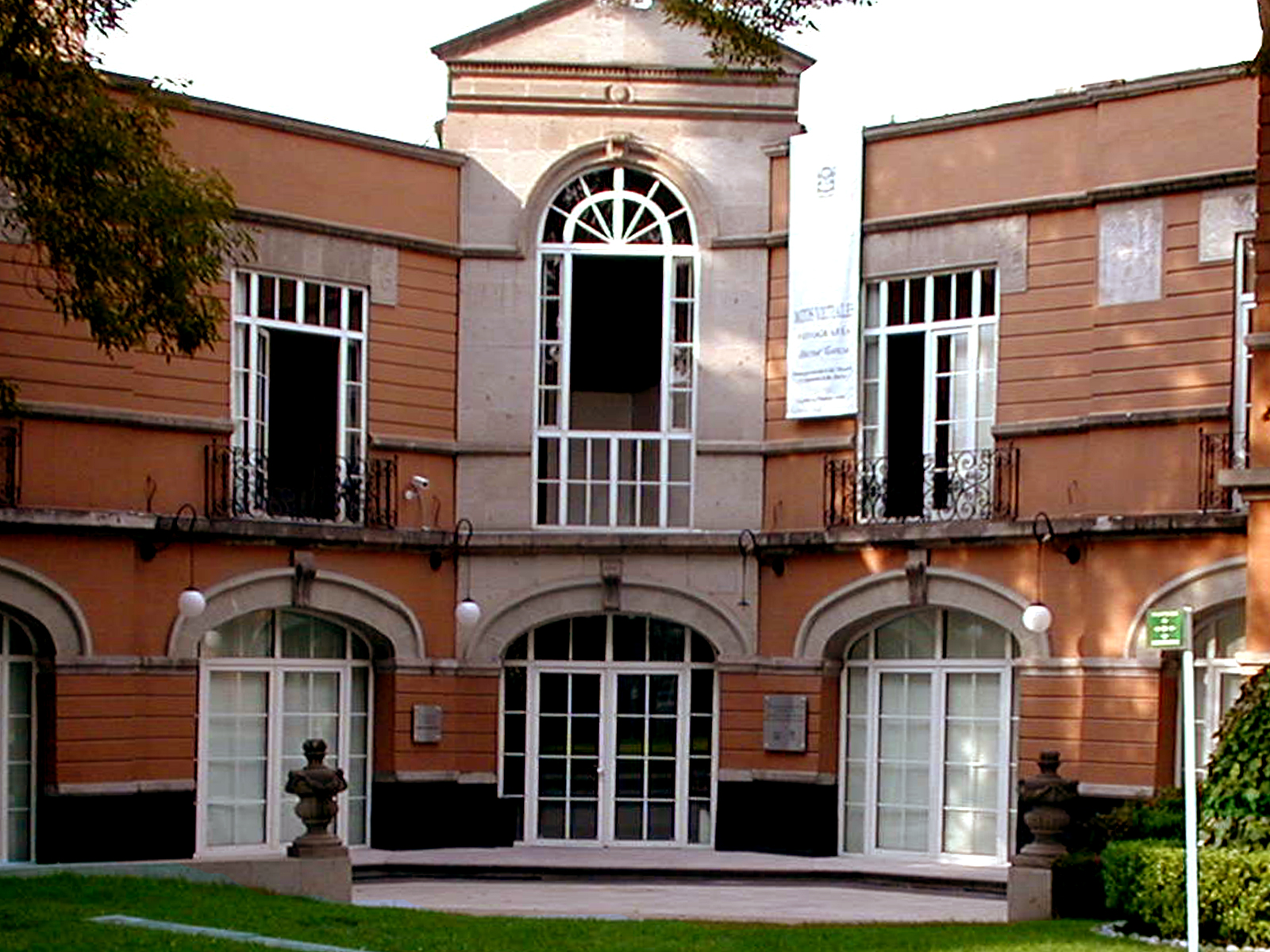
Casa Lamm.

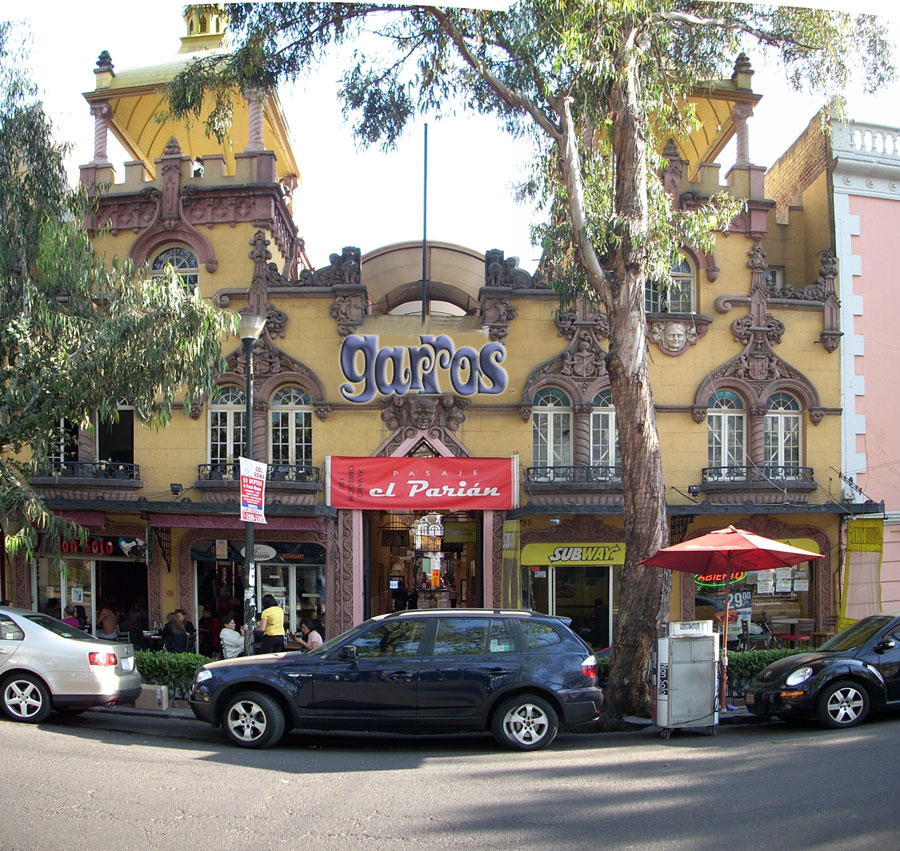
Pasaje comercial El Parián.

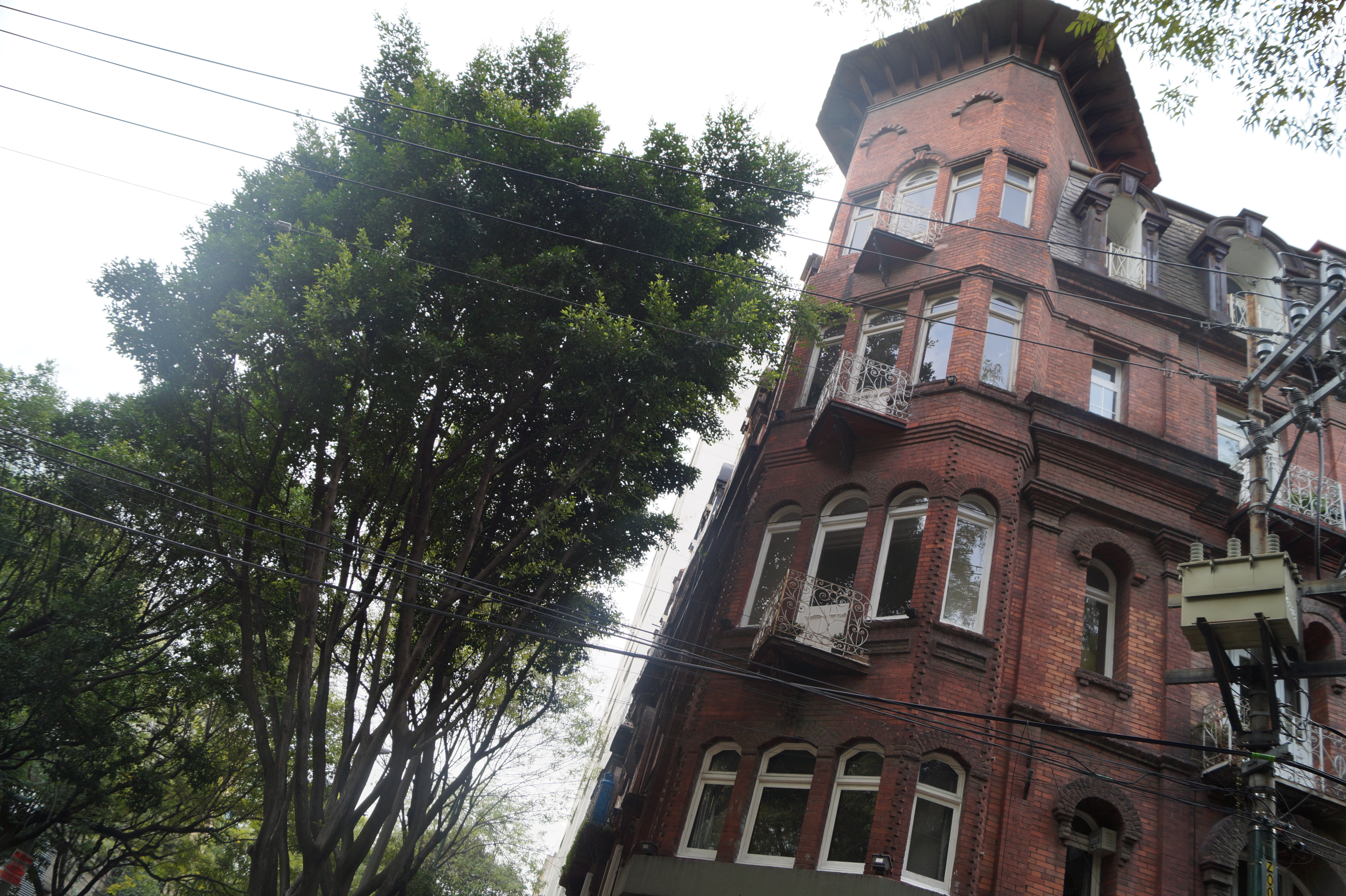
Edificio Río de Janeiro.

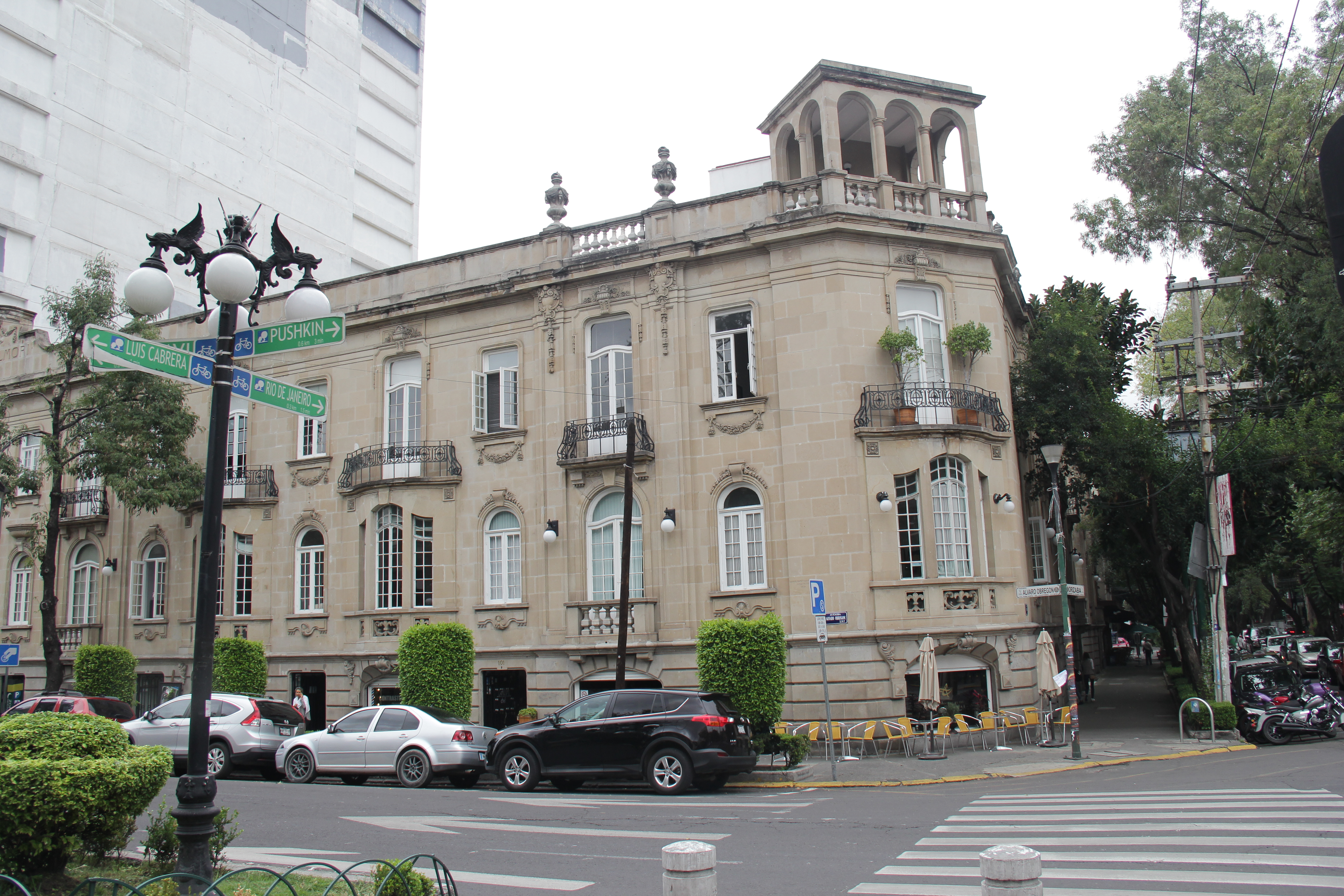
Edificio Balmori.

Buena parte de los edificios que se levantan en la colonia Roma 
corresponden al eclecticismo que tomaba elementos de la arquitectura de cada época para la realización de una construcción. Hay también ejemplos de la arquitectura de la Belle Époque y del art nouveau y, en menor medida, del art decó y de la arquitectura neocolonial originada esta última como respuesta a las anteriores.
El Instituto Nacional de Bellas Artes (INBA) desea tramitar la declaración de la colonia Roma como Zona de Monumentos Artísticos. En caso de que prospere el trámite, sería la primera vez que se emitiría en el país una declaratoria para proteger un perímetro urbano con valor estético relevante, construido en el siglo XX.[cita requerida]
Así mismo, el Instituto Nacional de Bellas Artes ha declarado muchos inmuebles de la colonia Roma Patrimonio Arquitectónico; por tanto, están protegidos y no pueden ser modificados ni demolidos. De la totalidad de inmuebles catalogados en el país, el 10 % (aproximadamente 1400) se encuentran en la colonia Roma, declarada Zona de Monumentos Artísticos.
El Instituto Nacional de Bellas Artes (INBA) registra y revisa las peticiones para modificar, reconstruir o demoler los edificios y casas catalogadas. Es, en la mayoría de los casos, gracias a la iniciativa privada que muchas de las joyas de la colonia se han recuperado y restaurado y se han reconvertido en iconos de lo clásico y lo actual. Ejemplos de esto son el Edificio Balmori y el Pasaje comercial El Parián, los cuales en algún momento se pensó demoler.[cita requerida]

### Inmuebles más significativos
- La Iglesia de la Sagrada Familia, construida en 1910 por el arquitecto Manuel Gorozpe, localizada en las calles de Orizaba y Puebla, tiene un estilo neorrománico, neogótico y ecléctico.[13]
- La Casa Lamm, en las calles de Álvaro Obregón y Orizaba, originalmente pensada para servir de casa-habitación y actualmente convertida en centro cultural para estudio y difusión de las Artes.
- El Edificio Balmori, construido en 1922 y reconstruido en 1991 localizado en Álvaro Obregón y Orizaba (frente a la Casa Lamm), siempre estuvo destinado al comercio y a la vivienda. En sus inicios también contaba con un Cine (a la fecha, el estacionamiento del edificio) y fue construido siguiendo un patrón afrancesado, clásico ecléctico.[14]
- Pasaje comercial El Parián, que en sus inicios era un pasaje comercial de alta categoría y después del terremoto de 1985 se convierte en un mercado. Posteriormente se reconstruye y se convierte en un pasaje comercial y cultural con tiendas y restaurantes de prestigio y/o renombre.
- El Edificio Río de Janeiro está ubicado en la Plaza Río de Janeiro y es más conocido como La casa de las brujas por su forma arquitectónica con techos de dos aguas en la parte superior y ventanas a formas de ojos. Fue uno de los primeros edificios de departamentos de un piso (el edificio Balmori tiene departamentos de dos pisos) de la Ciudad de México.
Es obra del ingeniero R. A. Pigeon, quien lo construyó alrededor de 1908. Fue uno de los primeros inmuebles que se edificaron durante la conformación de la colonia Roma. En 1930, el ingeniero Francisco J. Serrano modificó la planta baja y el patio interior, con lo que adquirió un toque ecléctico, gracias al estilo art déco que se implantó en la fachada principal. Este edificio también es famoso porque se dice que ahí vivió una bruja o chamana a quien llamaban Pachita. De acuerdo con lo que indicaba Jacobo Grinberg-Zylberbaum en el tercer volumen de su libro Los chamanes de México, su nombre era Bárbara Guerrero, y se hizo famosa porque en las décadas posteriores a la Revolución personajes de la vida pública del país acudían a consultarla.
- La Casa Estado Quintana Roo, ubicada en Álvaro Obregón y Tonalá.
- La Casa del Libro de la UNAM, ubicada en Puebla y Orizaba (frente a la Parroquia de la Sagrada Familia), que fuese sede del Centro Asturiano hasta que este, en 1986, se trasladó a la colonia Polanco. Fue construida a principios de siglo por Joaquín Baranda y la familia McGregor, quienes la habitaron a partir de 1920. Fue ocupada en un tiempo por la Embajada de Brasil. En la década de 1930 fue adquirida por el Centro Asturiano de México, que la entregó a la Universidad Nacional Autónoma de México mediante contrato de comodato, celebrado en 1986, para uso gratuito durante 10 años y cinco más de prórroga.
- La Iglesia de Nuestra Señora del Rosario, una réplica de la fachada de Notre Dame, ubicada en avenida Cuauhtémoc. Esta pequeña iglesia pertenecía a la Hacienda de la Romita y ya existía antes de que se delimitara la colonia.
- La Fuente de la Cibeles (México), una réplica exacta de la Fuente de Cibeles de Madrid, obsequiada por la comunidad española como símbolo de hermandad entre ambas naciones, en 1980.
- La Escuela Primaria "Benito Juárez", en la calle de Jalapa, una de las escuelas públicas más viejas de la ciudad y alma mater de muchas personalidades políticas.[cita requerida]
- El Instituto Renacimiento, que alberga la casa de las Hermanas Mercedarias del Santísimo Sacramento, ubicada en las esquinas de Orizaba, Guanajuato y Chihuahua, con una construcción de principios del siglo XX.
- Huerto Roma Verde,  es una iniciativa ciudadana de recuperación de un predio abandonado después del sismo de 1985, ahora es una Laboratorio de Resiliencia  BioSocial y centro comunitario con actividades sociales, ambientales y culturales que recibe más de cien mil visitas cada año.

## Gentrificación

### Origen de la Gentrificación en la Colonia Roma
Para conocer la manera en que las zonas habitacionales pasan a ser considerados centros de atracción al turismo, y se le vean los costos se debe de hacer énfasis en un factor clave, considerado como la comercialización y el sesgo del nivel socioeconómico de las personas que viven en la zona. “Si una colonia adquiere cierto prestigio, la llegada de nuevos habitantes con un poder adquisitivo más elevado modifica el estilo de vida original que la hizo atractiva en un principio”. Esta modificación en la estructura, genera un cambio en la forma en las formas de vivir, y en la consolidación de los comercios, afectando directamente a aquellas personas con menor nivel adquisitivo. 
En la Colonia Roma, la gentrificación nace desde un ajuste a la oferta y la demanda generada por el mercado inmobiliario, y la atracción turística.  Los nuevos proyectos enfocados en infraestructura y la remodelación de la zona, no se han logrado mantener leales a la cultura y al origen arquitectónico de la colonia, sino que buscan seguir estándares eurocéntricos. “De ser un barrio que se reponía lentamente de la devastación causada por el terremoto de 1985, hoy es una zona comercial y las edificaciones que se construyen buscan, en su mayoría, ofrecer vivienda residencial para personas de ingresos altos”. De esta manera es que queda un precedente donde se busca eliminar lo que es representativo de lo mexicano, para darle cabida a un espacio élite, y prestigio con capacidad de desplazamiento.
Finalmente, la pandemia significó una aceleración dentro de este proceso, pues abrió la oportunidad de recibir personas con mayor nivel adquisitivo, a una zona de costo medio bajo. “La llegada de “nómadas digitales”, trabajadores remotos con salarios superiores a la media del país, acelera la inflación y encarece los precios del alquiler”. Esto expuso el nivel de desigualdad en el que se vive en México, y además el nivel de vulnerabilidad y desprotección que tienen las personas con un nivel adquisitivo debajo del promedio necesario.

### Gentrificación Habitacional
Un nicho de la problemática de la gentrificación en la Colonia Roma es la ocupación por extranjeros de inmuebles habitacionales, mismos que están ubicados en lo que se considera barrio histórico.
A raíz de lo establecido anteriormente, se puede identificar como un elemento y un agente acelerador a la gentrificación la utilización de aplicaciones como Airbnb, entendiendo que genera el desplazamiento de locales, priorizando las viviendas turísticas para extranjeros que pueden ser rentadas en plazos anuales. El establecimiento de estos en la zona centro de la Ciudad de México y en colonias como la Colonia Roma derivó a un conteo de un Airbnb por cada diez hogares en 2018. Como consecuencia se guio a esta colonia a experimentar revalorizaciones urbanas en conjunto a conversiones sociodemográficas en sus habitantes.
Aunado a esto, la compra de viviendas en lugares como la Colonia Roma en este contexto no se hace con el propósito de habitarlas, sino de tener una inversión y producir capital, provocando el desplazamiento de las clases medias y bajas que habitaban en estos espacios.
Finalmente, Airbnb comprometió potencialmente a agencias inmobiliarias que ya se encontraban en tintes de gentrificación, además de incrementar la presión al reducir el espacio residencial disponible y comprometer negativamente los precios del alquiler a los ciudadanos locales. Este fenómeno tiende a reemplazar a los habitantes por población intermitente desplazándose de sus hogares y creando tensiones sociales dentro de la colonia y ciudad.

### Gentrificación Comercial
De igual manera, la gentrificación en la Colonia Roma se presenta a través de la actividad comercial que tiene como intención satisfacer las necesidades de cierto sector poblacional, en este caso las y los habitantes con ingresos mayores. Por un lado, después del terremoto de 1985, la colonia se vio afectada, y hoy en día trae a personas de clase media-alta. Con esto, ejemplificando una colonia que actualmente está experimentando un cambio tanto poblacional como económico. Las transformaciones actuales “[...] se deben a inversión de capital inmobiliario en la construcción de vivienda y oferta de comercios destinados a una población de mayores ingresos, que ha desplazado a sus habitantes”.
Lo anterior se puede observar con la construcción del Mercado Roma, un mercado gourmet con la finalidad de “[...] satisfacer las preferencias de un sector de la población joven de altos ingresos”. Siendo así, el Mercado está dirigido a una población de un sector en específico que no es representante de las y los habitantes de la zona. Por un lado, la proliferación de la gourmetización ha propiciado a que los vecinos no puedan pagar los productos que se venden. Asimismo, “[...] se ha incrementado el despoblamiento de la zona que se evidencia en la gran cantidad de espacios sin ocupar en venta y renta”.

### Gentrificación por COVID-19
Tras la pandemia de la COVID-19, dadas las restricciones que obligaban a las personas a trabajar desde sus computadoras se dio la oportunidad para muchos de buscar ciudades más baratas en las cuales vivir. Esta situación representó un detonante para la gentrificación, siendo que la contingencia dio espacio a los “nómadas digitales” de asentarse temporalmente en un lugar como lo es Ciudad de México.
Las limitaciones dentro del sistema mexicano, para recibir personas extranjeras, pudo provocar un aumento de la demanda de vivienda. Dentro de la colonia Roma, esto provocó que el costo de vida se elevara, y por consecuencia, afectara a aquellos individuos cuyo sueldo era de denominación menor. “La Ciudad de México se ha enfrentado a un severo problema de gentrificación y, [...] la llegada masiva de los ‘nómadas digitales’ a ciertas zonas ha provocado que familias se vean obligadas a abandonar sus hogares”. Este fenómeno ha representado un aumento de la crisis de desigualdad, dando una ventaja a las personas que visitan México,  y generando una desventaja a aquellas que radican en el país.
Hoy en día zonas como lo son la Condesa o la Roma han sido transformadas en el transcurso del tiempo. Lo que antes eran zonas turísticas con historia en la Ciudad de México, hoy en día son calles donde hay abundantes restaurantes, cafés, bares y terrazas en donde hay diversas culturas. Estas zonas, hoy en día después de la COVID, residen diversos extranjeros los cuales hacen home office o jogging en diversos circuitos de la Roma. En la actualidad, por la llegada de extranjeros han creado sitios turísticos como el mercado Medellín. De igual forma, en la Roma se han adaptado para el funcionamiento del coliving  (habitaciones rentadas en donde hay áreas comunes) .

## Actividad comercial y cultural

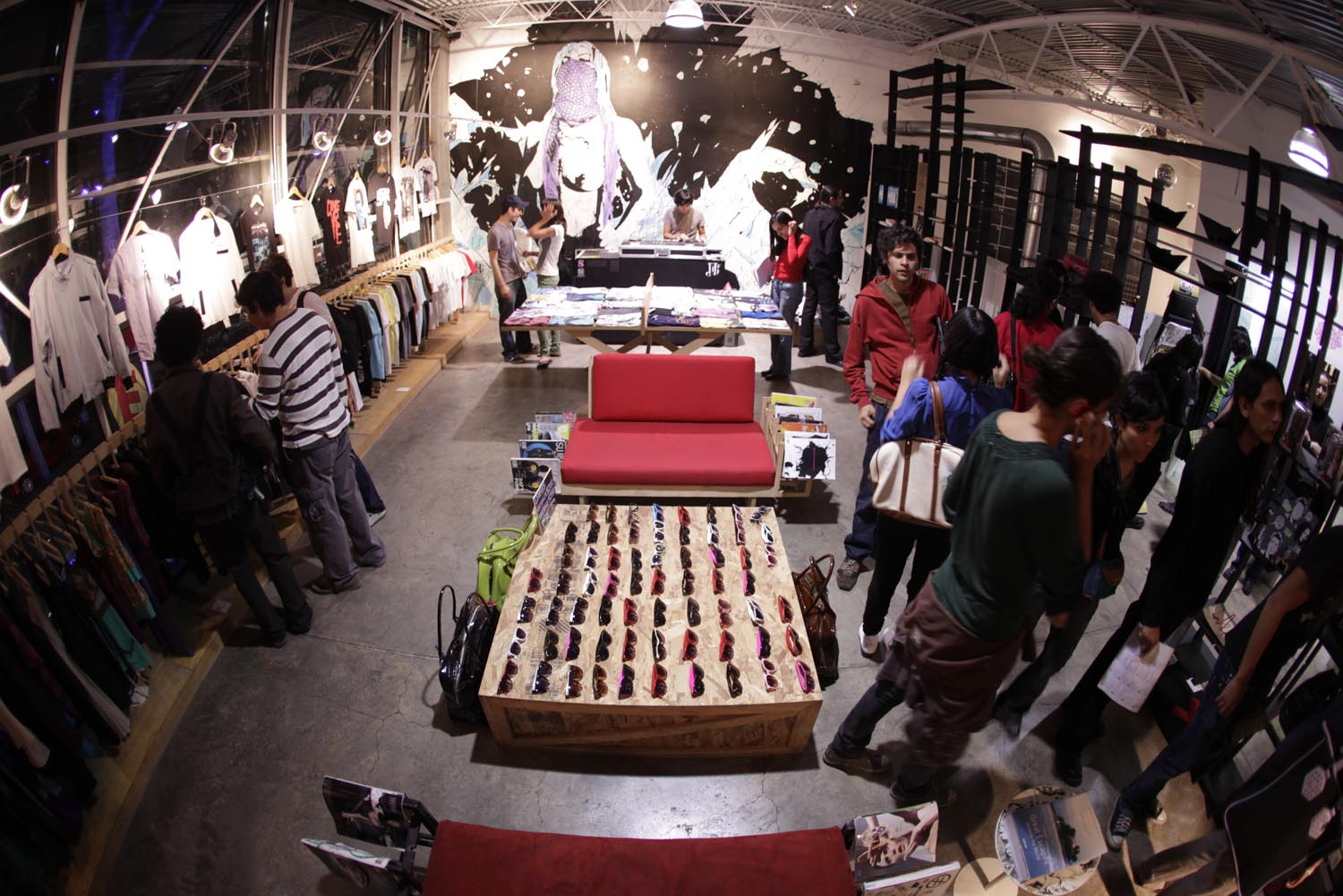
Galería de la colonia Roma.

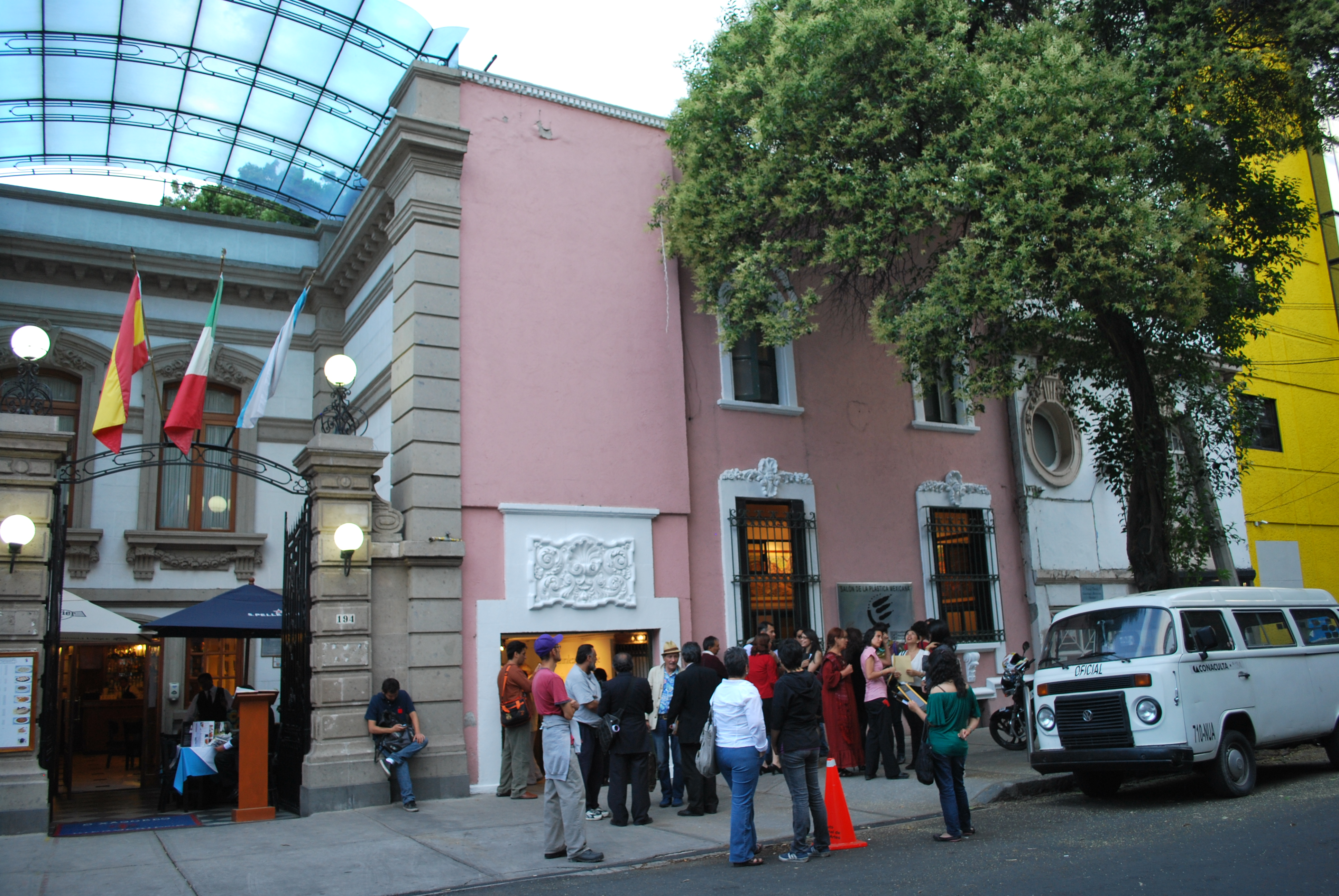
Salón de la Plástica Mexicana.

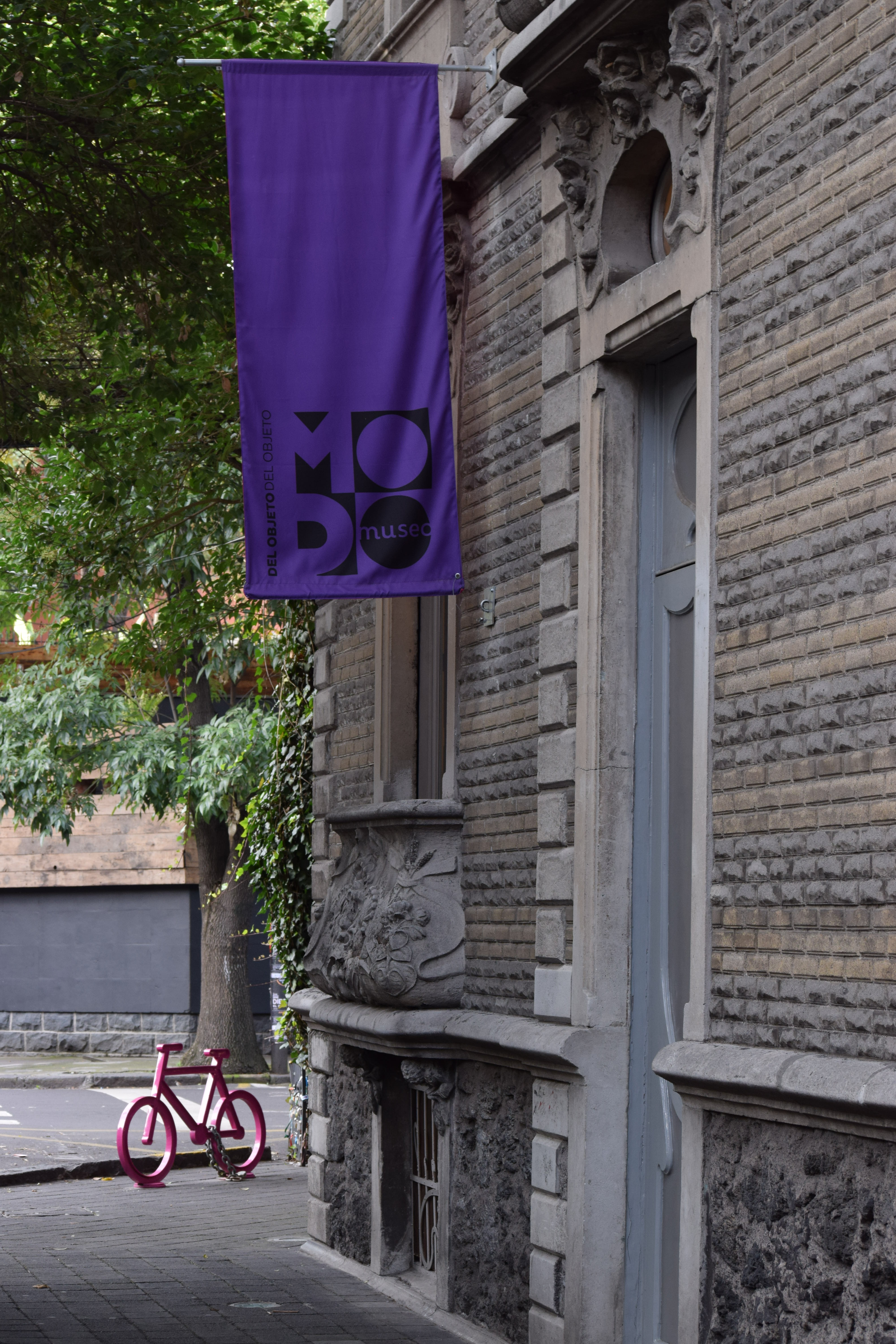
Museo del Objeto del Objeto.

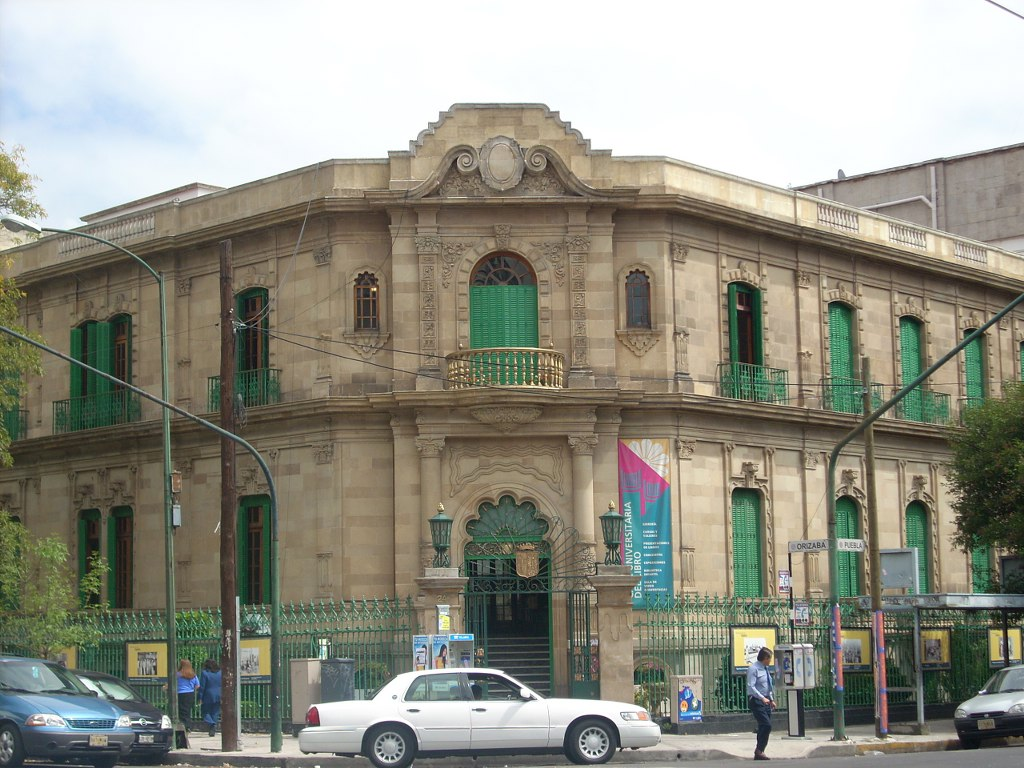
Casa Universitaria del Libro.

Pese a que la actividad comercial se ha incrementado en la zona, una gran parte de la población pide que mantenga un rubro más apegado a lo cultural que a lo comercial. Esta decisión se ve reflejada en los cambios que ocurrieron en la colonia Condesa a partir de la década de 1990.

### Actividad comercial
La colonia Roma cuenta con buena parte del comercio en esta zona de la ciudad. Fue en esta colonia donde se ubicó la segunda sucursal de los almacenes El Palacio de Hierro y la primera que los almacenes norteamericanos Sears Roebuck establecieron en México.[cita requerida]
Uno de los lugares comerciales frecuentados es el Pasaje el Parián, que fue el antiguo mercado de la colonia. Así también el tianguis del Oro, ubicado en la calle del mismo nombre frente a la glorieta de la Fuente de Cibeles.[cita requerida]
Al día de hoy alberga un mercado de abastecimiento popular que últimamente se ha especializado en alimentos e ingredientes de la cocina sudamericana, el Mercado de Medellín, en el cual es común ver en sus pasillos a cubanos, colombianos, chilenos, argentinos o peruanos realizando compras.[cita requerida]

### Actividad cultural
Los museos y casas de arte de la colonia se enlistan a continuación:
- Museo Ramón López Velarde, "La casa del Poeta".
- Museo Universitario de Ciencias y Arte de la UNAM, "MUCA Roma".
- Centro Cultural Casa Lamm
- Galería OMR[26]
- Casa Universitaria del Libro
- Atrio Espacio Cultural
- Museo del Objeto del Objeto (Museo MODO), A.C.
- Salón de la Plástica Mexicana

Como parte contracultural, se encuentra, en la zona denominada La Romita, el Multiforo Cultural Alicia, donde se presenta buena parte de la escena musical independiente de la ciudad. También se encontraba la legendaria pulquería La Hija de los Apaches, actualmente ubicada en la colonia Doctores.[cita requerida]
Por otra parte, se encuentran las instalaciones del Gimnasio de Arte y Cultura, en Álvaro Obregón 185 3.er piso.
Es un espacio educativo que fomenta y promueve la producción y el desarrollo artístico por medio de talleres y actividades en fotografía y artes visuales, con la finalidad de formar autores a través de la vinculación con profesores y artistas, además de contribuir con la oferta cultural y educativa de la Ciudad de México.
Se destaca por ser uno de los principales puntos en la ciudad en donde el street art está presente. Puedes encontrar distintos murales realizados por artistas nacionales e internacionales como D*face,  Interesni Kaski, Saner, Revost entre otros. 
Teatros de la zona
- Centro Cultural el Foco (Tlacotalpan 16, colonia Roma Sur)
- Centro Cultural de la Diversidad (Colima 269, colonia Roma Norte)
- Foro el Bicho (Colima 268, casi esquina con Insurgentes, colonia Roma Norte)
- Foro El Tejedor, Cafebrería El Péndulo (Álvaro Obregón 86, colonia Roma)
- Foro Luces de Bohemia (Orizaba 193)
- Foro Sunland (Cozumel 31)
- Teatro I y II Centro Cultural antes llamado Telmex (avenida Cuauhtémoc 19 altos esquina Puebla)

Universidades en o con instalaciones en la colonia
- Universidad de Londres (México) con cinco instalaciones en la Roma
- Universidad de la Comunicación
- Universidad Latina
- Universidad de Las Américas, A.C.
- Universidad del Valle de México

## Colonia Roma en la ficción

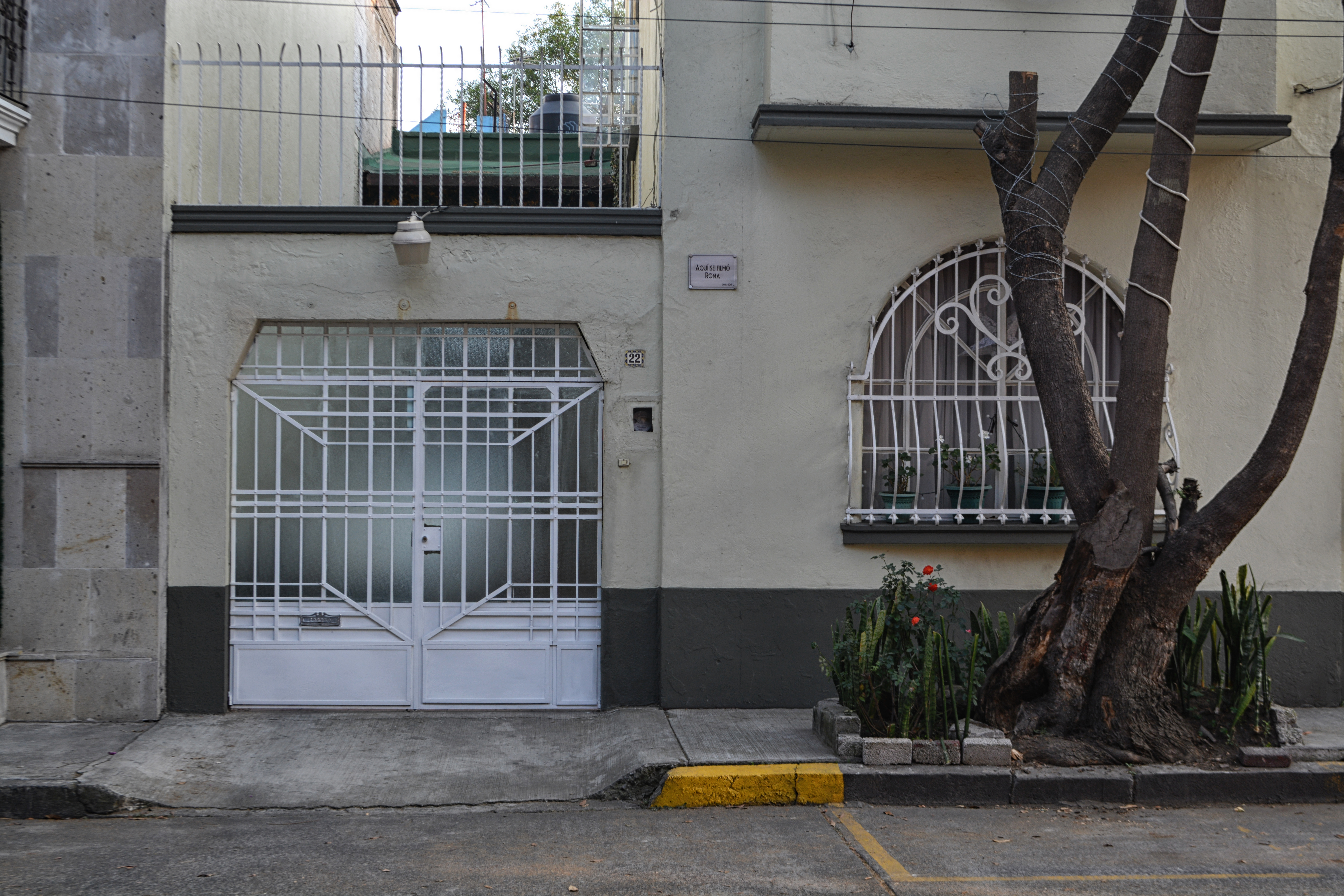
Casa donde se filmó la película Roma, calle Tepeji.

### Relatos
- Tristessa, de Jack Kerouac, reeditado por Jorge García Robles.
- Mexico City Blues. 242 choruses, de Jack Kerouac, reeditado por Jorge García Robles.
- La bala perdida, de Jorge García Robles.
- Las batallas en el desierto, de José Emilio Pacheco.
- Mal de amores, de Ángeles Mastretta.
- Los años con Laura Díaz, de Carlos Fuentes.
- La cabeza de la hidra, de Carlos Fuentes.
- El vampiro de la colonia Roma, de Luis Zapata Quiroz.
- El principio del placer, de José Emilio Pacheco.
- El desfile del amor, de Sergio Pitol.

### Filmes
- Roma, película del 2018, dirigida por Alfonso Cuarón, quien también habitó la zona en su infancia.

## Personas y personalidades de la zona

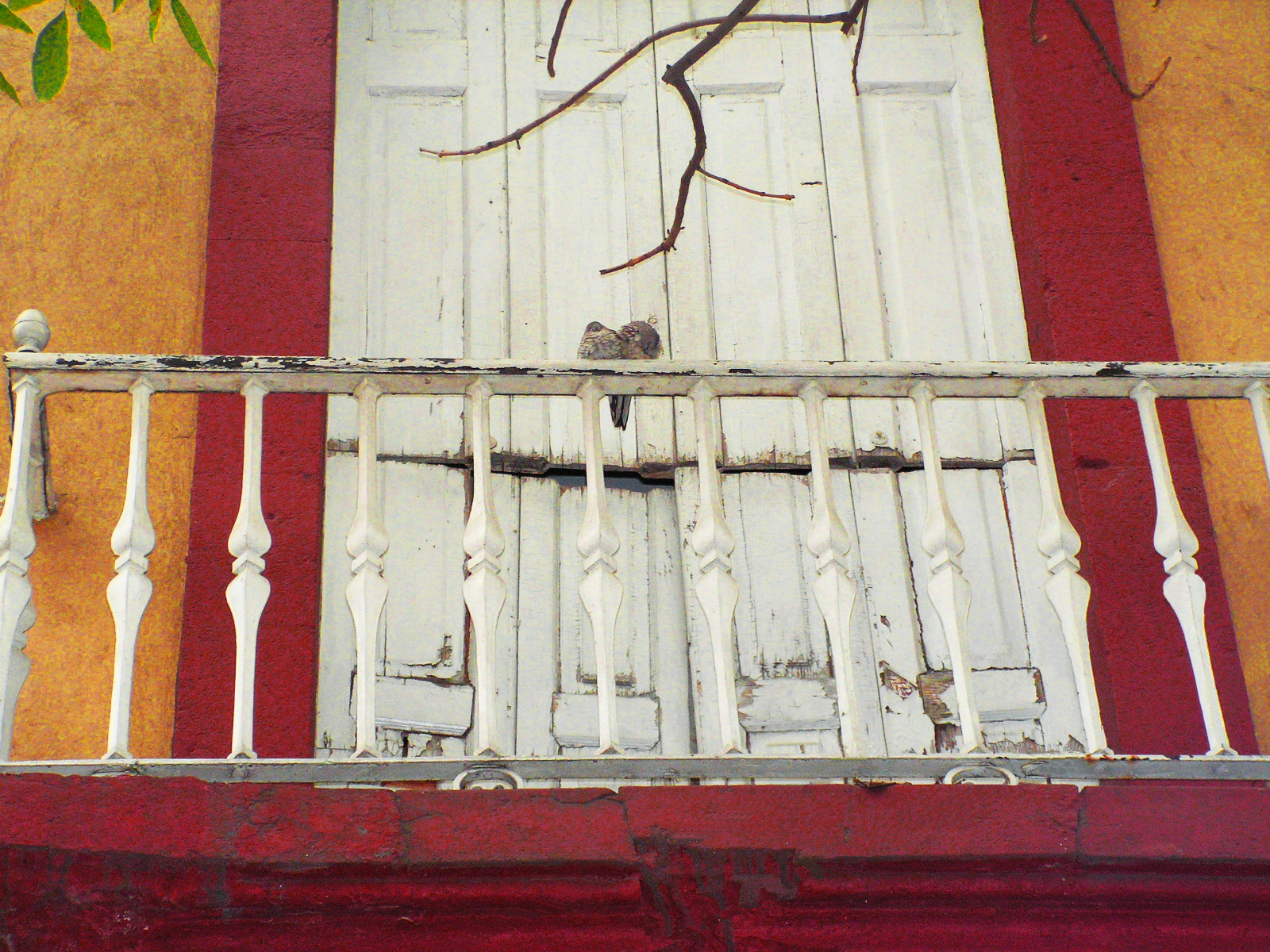
Casa donde se encontraba el Foro, teatro contemporáneo, de Ludwik Margules, actualmente abandonada.

En la colonia Roma vivieron, entre otros, el general Álvaro Obregón, Sara Pérez (viuda de Francisco I. Madero), Paco Stanley, Fidel Castro, Fernando del Paso, Pita Amor, Ramón López Velarde, Ludwik Margules, Tina Modotti, Edward Weston, Antonieta Rivas Mercado, Jack Kerouac, William S. Burroughs, Antonio Badú, José Vasconcelos, Carlos Fuentes,  Alfonso Cuarón, Leonora Carrington, Guillermo Tovar de Teresa, Fernando del Paso Mónica Patiño y Chiki Weisz. El escritor Guillermo Samperio tuvo sus oficinas en Atrio Espacio Cultural en la calle de Orizaba. Las oficinas Del médico- psiquiatra, especializado en Autismo Jorge Escotto Morett en la calle de Durango.  
También, en la Parroquia de la Sagrada Familia, donde actualmente reposan sus restos, vivió el Padre Agustín Pro, acusado del atentado contra el general Álvaro Obregón y fusilado por el mismo delito.
En el ámbito deportivo, vivieron en una privada de la calle de Puebla #7 los hermanos Guillermo y Carolina Allier, destacados badmintonistas que representaron a México en competencias internacionales.